# Тимофей (Лауран)
Епископ Тимофей (рум. Episcop Timotei, в миру Феличан Лауран, рум. Felician Lauran; 12 апреля 1975, Сату-Маре) — епископ Румынской православной церкви, епископ Испанский и Португальский (Митрополия Западной и Южной Европы).

## Биография
Родился 12 апреля 1975 года в городе Сату-Маре, где c 1981 по 1989 год обучался в средней школе № 6, а с 1989 по 1993 год — в теоретическом лицее «Иоан Славич».
20 июня 1992 году получил удостоверение церковного певчего. В 1993 году поступил на богословский факультет в Клуж-Напоке, который окончил в 1997 году, защитив диссертацию «Действительность хиротонии в контексте отношений между Православной Церковью и Англиканской церковью».
24 марта 1998 года принял монашество в монастыре Никула. 25 марта того же года в том же монастыре был рукоположен в сан иеродиакона, а 14 июня — в сан иеромонаха.
С октября 1998 по февраль 1999 года обучался на медицинском и фармакологическом факультете Клуж-Напокского университета им. Юлия Гацегана.
С марта по май 1999 года стажировался в Покровском монастыре в Бюсси-ан-От во Франции.
В октябре 1999 года поступает в магистратуру в Свято-Сергиевского богословского института в Париже, а также становится духовником Покровского монастыря в Бюсси-ан-От. 15 августа 2000 года возведён в достоинство протосинкелла. 1 декабря 2000 года в Свято-Сергиевском богословском институте получил степень магистра богословия за работу на тему «Символизм монашеских облачений по Святым Отцам (I—IV вв.)».
В феврале 2001 года возвращается в Румынию и по февраль 2002 года состоял священником Успенского монастыря в Никуле, одновременно исполняя должность секретаря и екклисиарха обители.
Также с октября 2001 года обучался в докторанстуре на кафедре истории Вселенской Церкви на православном богословском факультете в Клуж-Напоке, трудясь над докторской диссертацией на тему «Православие и ересь в Древней Церкви», под научным руководством профессора Василия Леба.
С февраля 2002 по апрель 2004 года был священником-духовником Богородице-Рождественского монастыря в Чуче.
В апреле 2004 года переведён служить в митрополию Западной и Южной Европы Румынского Патриархата, где до октября 2005 года он служил в Крестовоздвиженском монастыре в Ля-Мальвиале, Франция. С ноября 2004 года до избрания епископом был настоятелем прихода в Тулузе и игуменом Успенского монастыря в Виларе, благочинным монастырей митрополии Западной и Южной Европы и членом митрополичьего совета.
22 октября 2007 года Священный Синод Румынской православной церкви утвердил создание Испанской и Португальской епархии в рамках митрополии Западной и Южной Европы. Епархиальное собрание Испанской и Португальской епархии, состоявшееся 3 марта 2008 года в Мадриде, назначило кандидатом на должность правящего архиерея священника Тимофея (Лаурана), настоятеля монастыря Успения Пресвятой Богородицы во Франции. 5 марта 2008 года решением Священного Синода Румынской Православной Церкви был избран правящим архиереем новой Испанской и Португальской епархии в составе митрополии Западной и Южной Европы. На тот момент Испанская и Португальская епархия насчитывала 40 приходов и 8 филиалов.
25 мая того же года в храме великомученика Георгия в Алькала-де-Энарес (Испания) состоялась его хиротония во епископа Испанского и Португальского, которую совершили: митрополит Западной и Южной Европы Иосиф (Поп), митрополит Испанский и Португальский Поликарп (Ставропулос), епископ Итальянский Силуан (Шпан), епископ Североевропейски Макарий (Дрэгой), епископ Кымпинский Киприан (Спиридон), епископ Нямецкий Марк (Альрик), епископ Сомешский Василий (Флуераш), епископ Брашовский Софиан (Пэтрунжел), епископ Сигетский Иустин (Ходя). В конце Божественной Литургии состоялась интронизация нового епископа.